# Kawalerowie Błotni
Kawalerowie Błotni – polska grupa artystyczna powstała w 2001 z inicjatywy Jerzego Kornowicza. Łączy tradycję free-jazzu z muzyką intuicyjną i komponowaną, a także world music.  

## Historia grupy
Od roku 2003 grupa działa w stałym sześcioosobowym składzie, do którego należą grający kompozytorzy, improwizatorzy i muzycy alternatywni. Współpracowała w ciągu kilkunastu lat z ponad 50 muzykami gościnnymi. 
Kawalerowie Błotni łączą brzmienie instrumentów akustycznych (klasycznych i dawnych) ze śpiewem oraz instrumentami elektronicznymi, takimi jak groovebox, syntezatory czy samplery. 
Grupa występowała w salach koncertowych, na festiwalach takich jak Warszawska Jesień, Chopin i jego Europa, Musica Polonica Nova, Ad Libitum, Festiwalu Tradycji i Awangardy Muzycznej KODY, również poza granicami Polski, w Bukareszcie, Lwowie, Moskwie, Berlinie, Mińsku, czy Brukseli. Występuje też jednak w nietypowych okolicznościach, np. w lasach czy na łąkach.  
W swoich improwizowanych programach koncertowych grupa wykorzystuje jako inspirację np. muzykę Chopina i Lutosławskiego (Archipelag Chopin/Lutosławski), piosenki popularne (Śpiewnik kawaleryjski), ludowe mazurki (Prosto z pieca), tożsamości europejskich miast (Sonosfera) albo wschodniego pogranicza Polski (Sen o Podlasiu).   
Muzycy grupy od roku 2004 prowadzili Ogólnopolski Skup Dźwięków Nowych i Używanych - coroczne warsztaty improwizacji i komponowania na żywo. 
W 2012 nakładem wydawnictwa Ośrodek Rozdroża ukazała się płyta „Sceny bezkresu”, nagrana przez Kawalerów Błotnych oraz Zespół Międzynarodowej Szkoły Muzyki Tradycyjnej. 
W 2015 na temat grupy powstał film dokumentalny w reżyserii Marii Poszwińskiej. 
Nazwa zespołu nie pochodzi od stanu cywilnego, ale jak twierdzą muzycy od „szarży i przynależności”, na wzór np. Kawalerów Maltańskich. 

## Skład
Podstawowy skład grupy stanowią:
- Krzysztof Knittel – kompozytor i instrumentalista (instrumenty elektroniczne)
- Jerzy Kornowicz – kompozytor i pianista
- Ryszard Latecki – trębacz
- Mieczysław Litwiński – kompozytor, multiinstrumentalista (instrumenty dawne i ludowe) i wokalista
- Tadeusz Sudnik – instrumentalista (media elektroniczne, groovebox)
- Tadeusz Wielecki – kompozytor i kontrabasista

## Wybrane projekty
Lista ważniejszych projektów artystycznych zespołu:
- Kawalerowie błotni (2001)
- Jazda okopowa (2003)
- Opary (2004)
- Przypowieści (2004)
- Przypowieści rzeczne (2005)
- Śpiewnik kawaleryjski (2005)
- Knieje – Jazda Polska Nova (2006)
- Sceny z bezkresu – razem z Zespołem Europejskiej Szkoły Śpiewu Tradycyjnego (2006)
- Ablanatanalba - razem z Orkiestrą Akademii Muzycznej w Warszawie (2006)
- Le Chevalier Chopin par Kawalerowie Błotni (2006)
- Archipelag Chopin (2007)
- Gdybyś człowiecze uważał na siebie – misterium zaduszkowe (razem z Szabolcsem Esztényim, 2008)
- Muzyka miasta (2008)
- Sonosfera (2009)
- Obrazki z wystawy (2009)
- Prosto z pieca – Mazurki Kawalerskie, Ziarna (2010, 2013)
- Dżwięki z kapelusza – Kawalerowie maluchom (2011)
- Son((o))sfera – Metropolie Mity (koncerty w ramach polskiej prezydencji w UE – Moskwa, Mińsk, Berlin, Bruksela, Warszawa, 2011)
- Sen o Podlasiu, Drzewa, ptaki, ogrody – Kawalerowie w raju, Znaki (2012, 2014, 2015)
- The Independence Day (2012)
- Archipelag Lutosławski (2014)
- Ziarna II (Koncert w Mińsku z białoruskimi artystami, 2014)
- Monochromie (2015)
- Polichromie (2016)